# Llauro

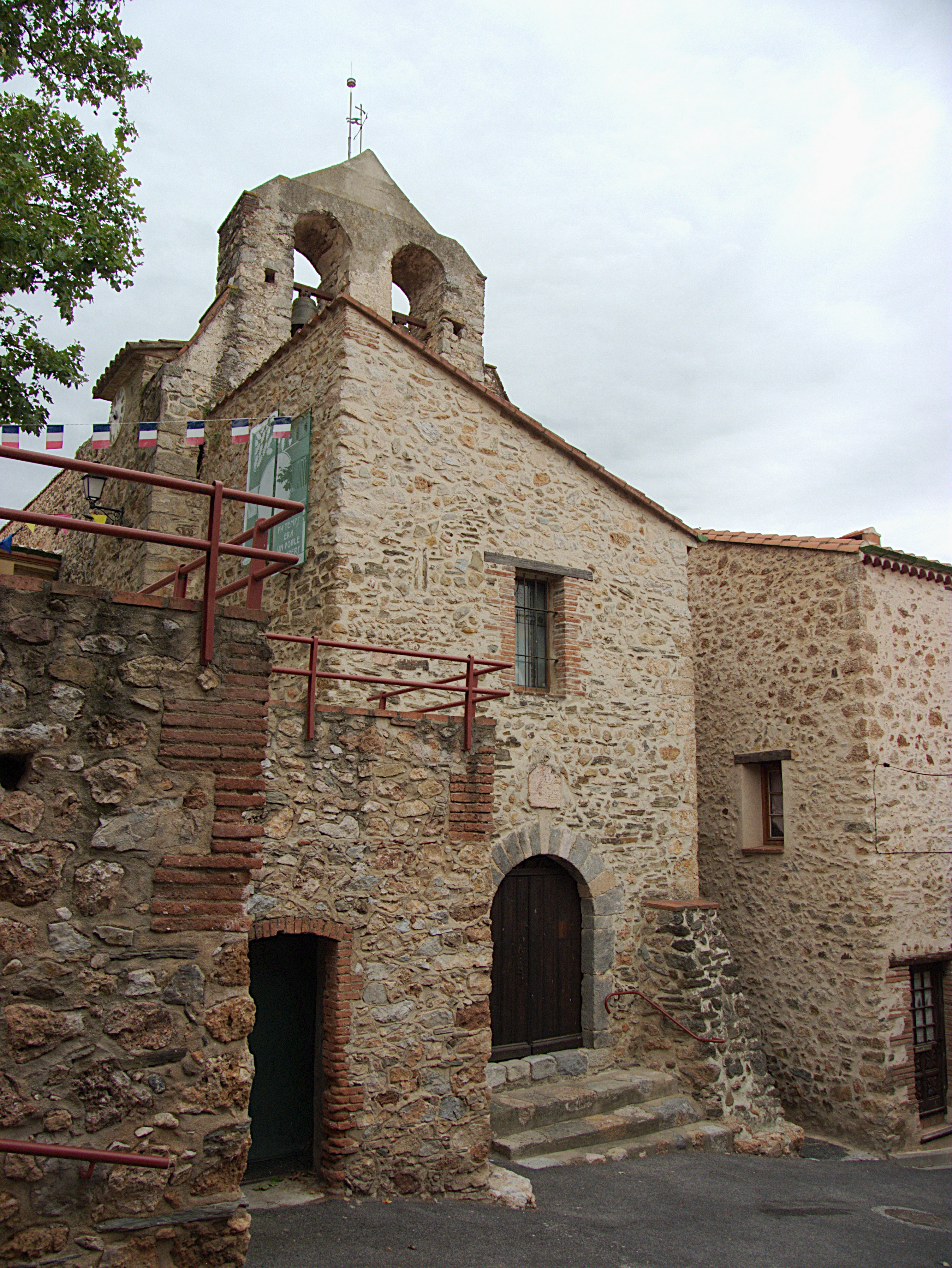
Kościół w Llauro, 2011

Llauro – miejscowość i gmina we Francji, w regionie Oksytania, w departamencie Pireneje Wschodnie.
Według danych na rok 1990 gminę zamieszkiwało 255 osób, a gęstość zaludnienia wynosiła 31 osób/km² (wśród 1545 gmin Langwedocji-Roussillon Llauro plasuje się na 661. miejscu pod względem liczby ludności, natomiast pod względem powierzchni na miejscu 844.).

## Populacja

Populacja Llauro w latach 1962–2008